# Erik Karlmark
Erik Gustav Karlmark, född 20 september 1903 i Stockholm, död där 10 december 1987, var en svensk rättsläkare.
Erik Karlmark var son till korkarbetaren Anders Karlmark. Han blev student 1922, medicine kandidat 1925, medicine licentiat 1930 och efter disputation 1932 medicine doktor 1933 och juris kandidat 1942, allt i Stockholm. Karlmark innehade amanuensförordnanden i fysiologi och patologi vid Karolinska Institutet 1926–1937, under vilken tid han även var tillförordnad laborator under ett år, och även amanuens i rättsmedicin. 1936 blev han docent i rätts- och statsmedicin vid Karolinska Institutet. Karlmark var i flera repriser 1932–1944 tillförordnad andre stadsläkare i Stockholm och från 1935 medicinskt biträde vid kriminalpolisens centralbyrå där. Han företog studieresor utomlands och publicerade arbeten inom bland annat patologi, rättsmedicin och kriminologi.